# 馬格利
馬格利（韓語：막걸리），又稱农酒，是韓國一種用大米發酵而製成的濁米酒（醪醴）。马格利酒精含量6-8%，带有甜味。在梨花盛开季节生产的马格利，加有梨花的味道，因此称为“梨花酒”。

韩国人一般在吃綠豆餅或葱饼时配以马格利米酒。

## 成分・種類
以米為主原料的馬格利，稱為「米馬格利」（쌀 막걸리），很多時候會添加小麥粉。因所在地域不同，材料或製法也會有所差異。
不以米為主原料的代表例子，是以地瓜（고구마）做為主原料的地瓜馬格利（고구마 막걸리）。
另外，江原道與慶尚北道的山間有生產以玉蜀黍為主原料的馬格利，又被稱為"玉酒"。飲用時，在注入玉酒的容器裡，放入幾根松葉，因為松葉的獨特香氣與玉酒形成完美結合，這種飲用方式頗受韓國人好評。
2010年，「五穀馬格利」在韓國獲得專利，以「即飲馬格利」在第56回全国科学展覧会展出，獲得農水産部門的獎賞，形成當年的話題商品。

## 轶事
朴正熙總統時期，1978年韓國開始要振興地域特産，朴死後在1980年，金井山城馬格利（금정산성막걸리）被認定為民族酒第1號。
1999年，現代集團鄭周永會長前往北朝鮮的時候，帶著朴正熙總統愛飲的馬格利酒去探望金正日委員長。